# Précey
Précey – miejscowość i gmina we Francji, w regionie Normandia, w departamencie Manche.
Według danych na rok 1990 gminę zamieszkiwało 341 osób, a gęstość zaludnienia wynosiła 44 osoby/km² (wśród 1815 gmin Dolnej Normandii Précey plasuje się na 557. miejscu pod względem liczby ludności, natomiast pod względem powierzchni na miejscu 664.).